# Santo Antônio dos Milagres
Santo Antônio dos Milagres est une municipalité brésilienne située dans l'État du Piauí.